# Эшмол, Элиас
Элиас Эшмол (Эла́йас А́шмол; англ. Elias Ashmole; 23 мая 1617 — 18 мая 1692) — английский антиквар, алхимик и астролог. Основатель музея Эшмола в Оксфорде.

## Биография
Родился в городе Личфилд в графстве Стаффордшир. Семья Эшмолов, некогда весьма состоятельная, ко времени его рождения утратила былое положение. Юный Эшмол посещал Личфилдскую начальную школу и был хористом Личфилдского собора. В 1633 году он отправился в Лондон, где стал компаньоном сыновей семьи Пэгит, родственников Эшмолов по материнской линии.
В 1638 году с помощью Пэгитов стал солиситором и начал практиковать в Лондоне. В том же году он женился на Элинор Мэйнуорринг, которая происходила из обедневшего аристократического рода. Брак был недолгим, Элинор умерла во время беременности 6 декабря 1641 года. Чтобы поправить своё финансовое положение, в 1649 г. Эшмол женился на состоятельной «трижды вдове», которая была старше его на 20 лет. Этот союз не был удачным. Разбогатев, Эшмол первым делом начал бракоразводный процесс.
Во времена Английской революции и гражданской войны Эшмол поддерживал Карла I. В 1642 году перебрался в поместье своего тестя в Чешире, где оставался до 1644 года, когда был назначен королевским сборщиком налогов и податей. Вскоре последовало новое назначение, на этот раз начальником службы артиллерийско-технического снабжения в Оксфорде. В свободное от службы время Элиас Эшмол изучал математику и физику в Брасенос-колледже Оксфордского университета.
В это время он начинает проявлять интерес к розенкрейцерским трактатам, к астрологии, астрономии и магии. Старый астролог Уильям Бэкхауз объявляет его своим духовным сыном и поверяет ему свои секреты. Дневниковая запись от 16 октября 1646 г. содержит упоминание, что в этот день Эшмол был принят в масонскую ложу; это едва ли не первое упоминание о масонах в Англии.
Круг интересов Эшмола был энциклопедически широк: помимо алхимии и астрологии, это старые книги и средневековые рукописи, законоведение и геральдика, описание руинированных зданий и хорография, нумизматика и медалистика, ботаника и фольклор. В 1652 г. он составил каталог кунсткамеры (кабинета диковин) Дж. Традесканта, а через 4 года опубликовал его за свой счёт. В знак благодарности Традескант завещал всю коллекцию Эшмолу.
После возвращения к власти Стюартов (1660) в числе других старых роялистов был награждён и Эшмол. Он получил высокую синекуру в финансовом ведомстве и был назначен комиссионером по Суринаму. Финансовое благополучие позволило ему позаботиться о судьбе своей библиотеки и кунсткамеры (в значительной части унаследованной от Традескантов). По желанию Эшмола всё собрание было доставлено на 12 возах в Оксфордский университет, где легло в основу Эшмолеанского музея.
В преклонном возрасте Эшмол продолжал интересоваться эзотерикой, и Карл II не раз обращался к нему за консультациями по вопросам астрологии. Ещё в 1652 г. под названием Theatrum Chemicum Britannicum он издал свод английской поэзии, вдохновлённой занятиями алхимией. Эшмолу принадлежал архив знаменитого Джона Ди, который он намеревался использовать для составления его жизнеописания. В 1661 г. вошёл в число членов-основателей Лондонского королевского общества и разработал герб этого учёного общества.

## Произведения
- 1650 — «Fasciculus Chemicus» — трактат по алхимии
- 1652 — «Theatrum Chemicum Britannicum» (рус. Британский алхимический театр) — антология стихотворных текстов об алхимии
- 1658 — «The Way to Bliss» («Путь к блаженству»)